# 如意寶珠

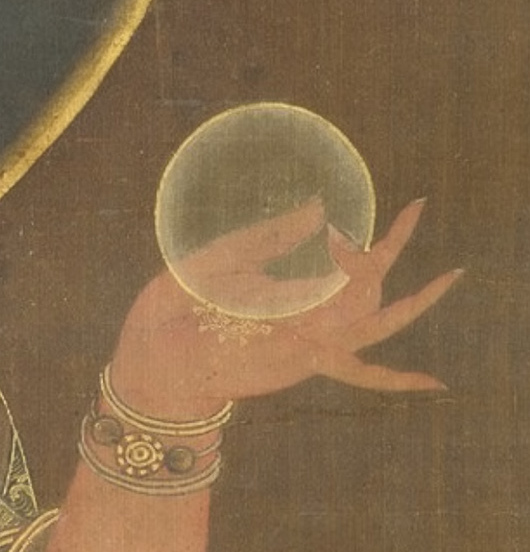
如意寶珠，14世紀高麗地藏菩薩像之局部。

如意宝珠（羅馬化：Cintāmaṇi），是佛教、印度教中记载的能如自己意愿变出珍宝，且有除病、去苦等功德的宝珠。

## 別稱
- 音译：按照現代中文音譯，可叫做辛塔瑪尼；按照古代佛教文獻音譯，可寫為真陀摩尼、震多末尼。
- 意译：在佛經中的翻譯各不相同，沒有統一的稱呼，常見的有摩尼宝珠、摩旎寶珠、摩尼宝、玛尼宝、末尼宝珠、如意摩尼、如意宝、如意珠、无价宝、无价珠等。

## 概论
据《杂宝藏经》卷六，如意宝珠出自摩竭（makara，即摩伽罗，鱼形水神）脑中。
另据《大智度论》卷五十九，如意宝珠由龙王脑中而出，一说为帝释天所持之金刚破碎后掉落而得，又说为佛舍利变化而成。
如意宝珠为寶生如來、如意轮观音、马头观音、地藏菩萨等所持之物，可满足众生意愿。